# 李超 (1965年)
李超（1965年12月—），男，汉族，河南焦作人，中华人民共和国金融人物，管理学博士。现任中国证券监督管理委员会副主席，曾任周小川秘书。

## 生平
1997年7月起，先后任中国建设银行人事教育部机关干部管理处处长，办公室副主任。
2000年6月，任中国证券监督管理委员会办公厅副主任。
2003年1月，任中国人民银行办公厅副主任、主任。
2008年12月，任国家外汇管理局副局长、党组成员。
2011年9月，兼任中国人民银行营业管理部主任、党委书记，国家外汇管理局北京外汇管理部主任。
2015年9月，任中国证券监督管理委员会副主席。